# Rolando Picchioni
Rolando Picchioni (Como, 21 maggio 1936 – Torino, 23 marzo 2023) è stato un politico italiano ed è stato presidente della Fondazione per il libro, la musica e la cultura fino all'11 giugno 2015, gestendo la parte culturale del Salone internazionale del libro di Torino e altre iniziative.

## Biografia
Laureato in Lingue e letterature straniere all'Università di Torino, dal 1970 al 1975 è stato assessore alla Provincia di Torino e dal 1972 al 1975 anche presidente del Teatro Stabile di Torino. Deputato nelle file della Democrazia Cristiana dal 1972 al 1983, è stato sottosegretario ai beni culturali dal 1979 al 1981, nei governi Cossiga I e II e nel governo Forlani.
Nel 1990 è stato eletto nel Consiglio regionale del Piemonte, dove ha ricoperto l'incarico di capogruppo della DC.
Coinvolto nel cosiddetto "scandalo petroli", viene assolto. Nel 1995 viene rieletto nelle file del CDU, ed è successivamente divenuto presidente del Consiglio regionale del Piemonte (1995-1998). In seguito è entrato nel Partito Popolare Italiano, poi nell'Udeur e quindi nella Margherita. Nel 2004 è subentrato in Consiglio Regionale ad Antonio Saitta, eletto presidente della Provincia. Trovandosi in chiara posizione di incompatibilità per i suoi incarichi alla Fiera Internazionale del Libro, i consiglieri regionali radicali Mellano e Palma chiesero al Consiglio regionale di sancire tale incompatibilità; il Consiglio regionale votò a favore di Picchioni. Allora i radicali promossero una cosiddetta "azione popolare" in tribunale e ottennero la decadenza di Picchioni dalla carica di consigliere regionale (vedi http://old.associazioneaglietta.it/ghiglia-cota.html).
È stato tra gli organizzatori del Salone internazionale del libro di Torino, prima in veste di segretario generale della Fondazione per il libro, la musica e la cultura (dal 1999), e poi di presidente (dal 2005). Ha organizzato e diretto il programma culturale di Torino Capitale Mondiale del Libro con Roma 2006-2007. Fra le altre iniziative culturali di cui si è occupato ci sono le mostre del centenario dell'Esposizione di Arti Applicate di Torino (1902-2002), le manifestazioni per il cinquantenario della televisione italiana (2004), Casa Olimpia a Sestriere, la Biennale del Libro di Viaggio di Arona, Portici di Carta (la più lunga libreria del mondo sotto i portici del centro di Torino), il programma culturale di Alpi365 Expo (2007), il coordinamento del primo convegno de Le Città del Libro, assieme al Centro per il Libro e la Lettura (aprile 2013).
È stato componente e Direttore Esecutivo dell'Associazione The World Political Forum. Nel 2007 ha aderito al neonato Partito Democratico, candidandosi alle primarie per l'assemblea costituente regionale. È stato membro della P2 con la tessera numero 2095. Nel maggio 2015 viene iscritto nel registro indagati dalla procura di Torino per peculato, a causa di presunte fatture false emesse dalla Fondazione a favore del presidente stesso. Assolto dall'accusa di peculato dalla Corte dei conti perché la Fondazione non è un ente pubblico.